# خواجه‌لی، سالیان
خواجه‌لی (به ترکی آذربایجانی: Xocalı) یک منطقهٔ مسکونی در جمهوری آذربایجان است که در شهرستان سالیان واقع شده‌است. خواجه‌لی ۳۶۵ نفر جمعیت دارد.